# Fane Spoitoru
Fane Spoitoru (n.Titișor Ion, 5 iunie 1959, București - d. 7 aprilie 2016) a fost un afacerist și interlop din România. El deținea și un clan mare de interlopi.

## Biografie
S-a născut în cartierul Dudești din București, într-o familie de muncitori simpli. În clasa a șaptea, la 13 ani, s-a apucat de box, trecând pe la mai multe cluburi: Progresul, Rapid, Olimpia Constructorul, Steaua. În anul 1977 a fost înjunghiat la o nuntă și a trebuit să renunțe la sport. După aceea s-a angajat ca muncitor, mai întâi la Gostat și apoi la Întreprinderea Prestări Servicii (IPS). A fost arestat de mai multe ori, în total petrecând 12 ani în închisoare înainte de Revoluție.
Între 1990-1991 face afaceri în Germania, cu banii câștigați acolo cumpără „Cafeneaua Veche” din București și deschide o linie de taxiuri, împreună cu diverși asociați.
În vara anului 1992, în fața fostei discoteci Vox Maris din București, ca urmare a unui scandal, Spoitoru l-a tăiat cu o sabie ninja pe polițistul Nelu Florea, care l-a împușcat la rândul său. Un an mai târziu a fost arestat, apoi eliberat pe motiv de boală, în 1995 fiind arestat din nou, pentru complicitate la tâlhărie, procesul fiind din nou suspendat.
A serbat botezul fiului său Emil la restaurantul Palatului Parlamentului din București, printre invitați numărându-se Adrian Păunescu și Mădălin Voicu.
În ianuarie 1996 fuge în Canada,
iar în 1997 este condamnat în lipsă la 9 ani de închisoare. În iulie 2000 este expulzat de autoritățile canadiene pentru că a încălcat regimul emigrației. Este încarcerat și eliberat condiționat în octombrie 2003.
În 2004 se căsătorește cu Elena, fostă picoliță la Sexy Club.
În iunie 2006, la sfârșitul unei emisiuni a postului OTV la care a fost invitat, a declarat că nu mai are legături cu „lumea interlopă”.
În martie 2016 a ajuns în stare gravă la o clinică din Israel, în urma unui accident vascular, iar joi 7 aprilie 2016 a încetat din viață. 